# Edgar Leopold Layard
 (février 2020).
Si vous disposez d'ouvrages ou d'articles de référence ou si vous connaissez des sites web de qualité traitant du thème abordé ici, merci de compléter l'article en donnant les références utiles à sa vérifiabilité et en les liant à la section « Notes et références ».
Pour les articles homonymes, voir Layard.
Edgar Leopold Layard, né le 23 juillet 1824 à Florence en Italie et mort le 1er janvier 1900 à Budleigh Salterton, est un naturaliste britannique.

## Biographie
Layard passe dix ans à Ceylan où il étudie la faune locale aux côtés de Robert Templeton (1802-1892). Il part comme fonctionnaire en 1854 à la colonie du Cap où il travaille dans les services du gouverneur Sir George Grey (1812-1898). Il part ensuite en poste au Brésil, aux Fidji et en Nouvelle-Calédonie. Son fils, Leopold Layard, vice-consul de Nouméa, l’assiste en réalisant des expéditions ornithologiques dans les Nouvelles-Hébrides et dans les îles Loyauté.
En 1855, durant son temps libre, il occupe le poste de conservateur au sein du muséum d’Afrique du Sud. Au Brésil, il récolte des oiseaux pour le compte d’Arthur Hay, 9e marquis de Tweeddale (1824-1878).
Layard fait paraître en 1867 The Birds of South Africa où il décrit 702 espèces. L’ouvrage sera plus tard mis à jour par Richard Bowdler Sharpe (1847-1909).
La perruche de Layard a été nommée en son honneur.